# 구성로 (용인시)
구성로는 경기도 용인시 기흥구를 가로지르는 5km의 도로이다. 도로명은 구성동에서 유래하였다.

## 노선
| 이름                 | 접속 노선                          | 소재지 | 소재지 | 비고 |
| -------------------- | ---------------------------------- | ------ | ------ | ---- |
| 마북삼거리           | 국가지원지방도 제23호선 (용구대로) | 용인시 | 기흥구 |      |
| 구성삼거리           | 석성로                             | 용인시 | 기흥구 |      |
| 마북교사거리         | 마북로                             | 용인시 | 기흥구 |      |
| 구성파출소사거리     | 구성로63번길 구성로64번길          | 용인시 | 기흥구 |      |
| 구성동주민센터사거리 | 구성로78번길 구성로77번길          | 용인시 | 기흥구 |      |
| 구성레미안2차사거리  | 용인향교로                         | 용인시 | 기흥구 |      |
| 경찰대사거리         | 석성로 언남로                      | 용인시 | 기흥구 |      |
| 법무연수원사거리     | 언동로                             | 용인시 | 기흥구 |      |
| (이름 없음)          | 구성1로                            | 용인시 | 기흥구 |      |
| 구성교차로           | 동백죽전대로 석성로                | 용인시 | 기흥구 |      |
| (이름 없음)          | 석성로527번길                      | 용인시 | 기흥구 |      |
| 청덕삼거리           | 구성3로                            | 용인시 | 기흥구 |      |
| 아이앤마가정         | 구성3로28번길 구성로486번길        | 용인시 | 기흥구 |      |
| (미상)               | 구성3로                            | 용인시 | 기흥구 |      |

## 같이 보기
- 구성동